# گوو جینگ‌جینگ
گوو جینگ‌جینگ (به چینی: 郭晶晶 - Guo Jingjing) ورزشکار زن رشتهٔ شیرجه اهل کشور چین است. وی در بین سال‌های ‎۲۰۰۰ تا ۲۰۰۸ میلادی در مسابقات بازی‌های المپیک تابستانی در مجموع ۶ مدال، شامل ۴ مدال طلا و ۲ نقره را کسب کرد.